# المثال والحياة

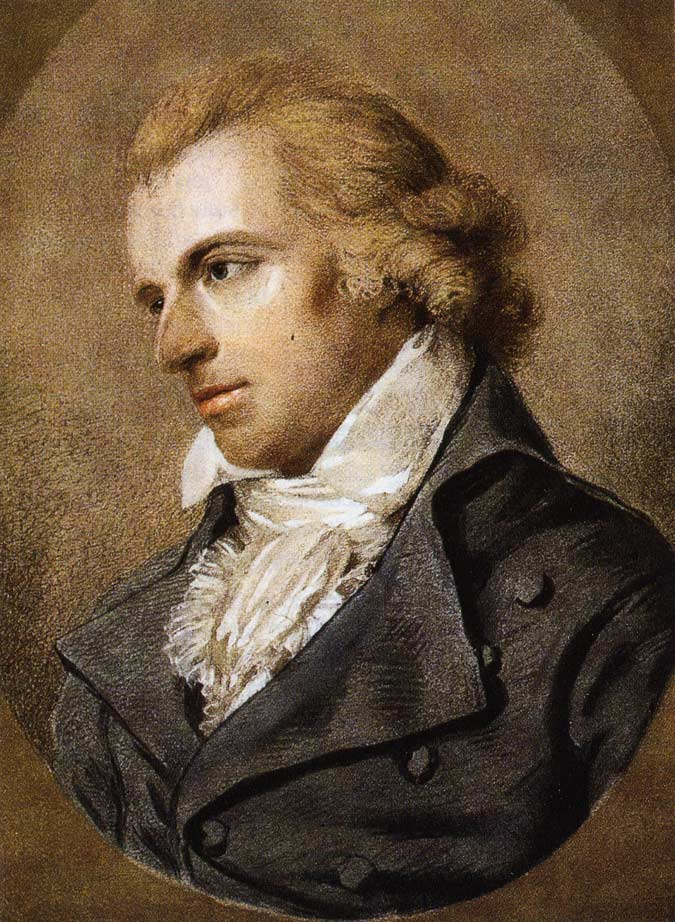
فريدرش شيلر

المثال والحياة (بالألمانية: Das Ideal und das Leben) عنوان قصيدة فلسفية من تأليف الشاعر الألماني فريدرش شيلر (1759-1805)، نُشرت للمرة الأولى في العام 1795.

## وصلات خارجية
- المثال والحياة، على أرشيف الإنترنت.
- المثال والحياة، على الفهرس العالمي.
- المثال والحياة، على موقع أمازون.
- المثال والحياة، على مكتبة جامعة ميشيغان.
- المثال والحياة، على مكتبة جامعة هارفارد.